# John Cusack
John Paul Cusack (28 de junho de 1966, Evanston, Ilinóis) é um ator, roteirista e produtor americano. Seu pai, Dick Cusack (1925-2003), era ator e humorista e sua mãe, Nancy, é ex-professora de matemática e ativista política.

## Início da vida e carreira
Junto com os irmãos Joan, Ann, Bill e Susie, a paixão de John por atuar começou na infância. Frequentava o Piven Theatre Workshop em Chicago, fundado pelos pais de seu melhor amigo Jeremy Piven, enquanto ainda estava no primário. Com 12 anos de idade, participou de produções teatrais, filmes e fez narrações para comerciais. Graduou-se na Evanston Township High School e fez sua estreia no cinema como Roscoe Maibaum na comédia "Uma Questão de Classe" (1983), com Jacqueline Bisset, Rob Lowe e Andrew McCarthy.
Seu próximo filme foi o drama "Grandview, U.S.A." (1984), onde contracena com Jamie Lee Curtis e Patrick Swayze, mas logo Cusack se viu mais uma vez no elenco de um filme adolescente, interpretando Bryce em "Gatinhas & Gatões" (1984), com Molly Ringwald. Aos 19 anos estrelou seu primeiro filme como protagonista, como Walter Gibson na comédia de Rob Reiner, a aventura romântica "Garota Sinal Verde" (1985) e foi Harry em "Viagem Clandestina" (1985), uma aventura em família com Meredith Salenger. Cusack fez o deprimido Lane Meyer em mais um filme adolescente "Minha Vida é um Desastre" (1985), escrito e dirigido por Savage Steve Holland.

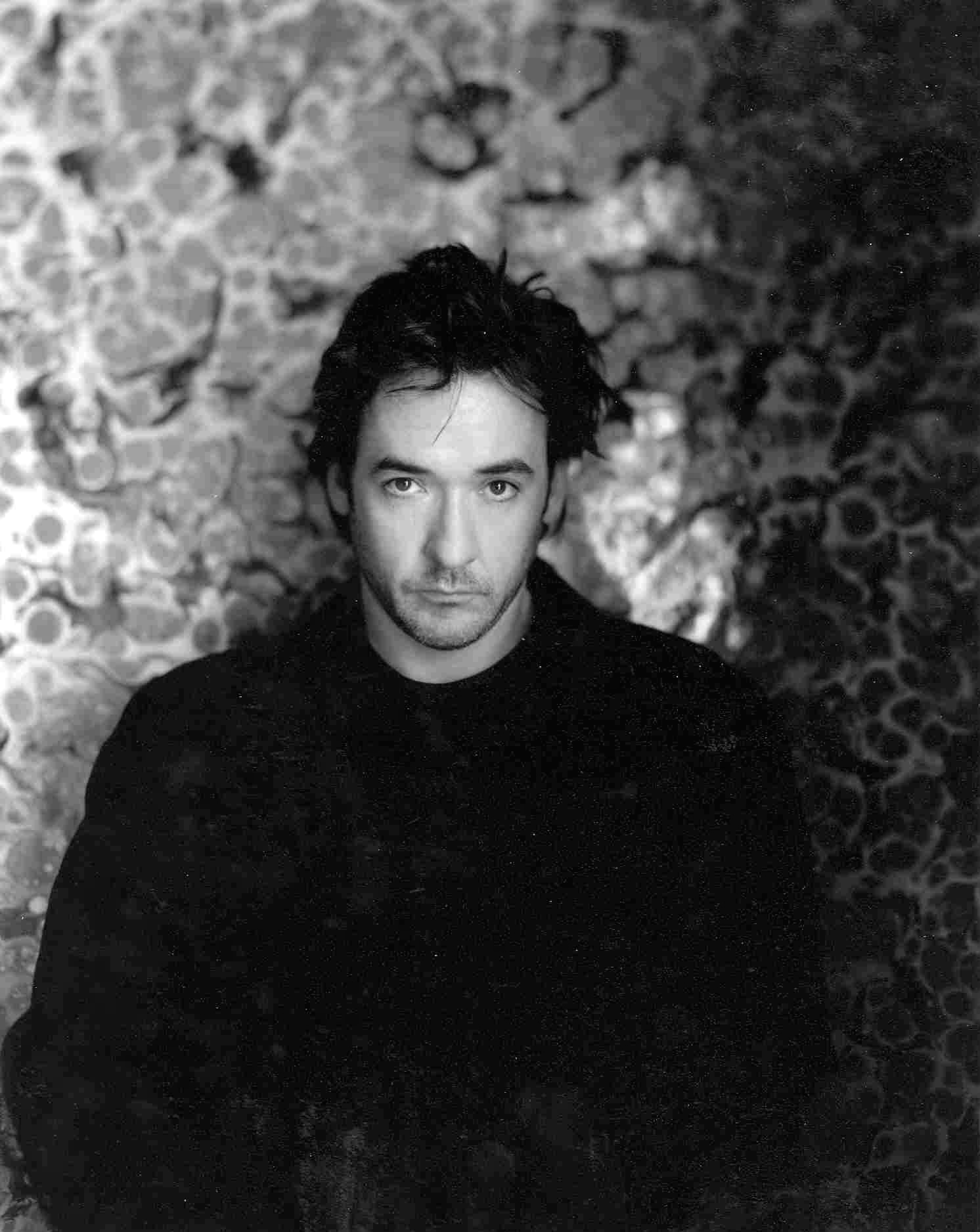
John Cusack

No drama de Rob Reiner, "Conta Comigo" (1986), baseado em um conto de Stephen King, "Outono da Inocência: O Corpo", cerca de quatro jovens amigos que vão à procura do corpo de um adolescente desaparecido, e Cusack interpreta Denny Lachance, o irmão mais velho. Depois dos filmes "Verão Muito Louco" (1986), "Férias Quentíssimas" (1987), "Nos Bastidores da Notícia" (1987), "Fora da Jogada" (1988) e "Tapeheads - Uma Dupla Muito Louca" (1988), Cusack fundou o grupo de teatro "The New Criminals" em 1988, e desde então tem dirigido várias de suas produções. 
Seu último papel de adolescente na telona foi em "Digam o Que Quiserem" (1989), como Lloyd Dobler, no qual foi classificado em 72º lugar na lista de 100 Maiores Personagens de Filmes de Todos os Tempos, da revista Premier Magazine.
Durante os anos 1990, John estava bastante ocupado, com não menos de 25 papéis. Geralmente procurava filmes em que interpretasse um anti-herói, muitas vezes, neuróticos ou sofredores de conflitos éticos, no entanto, ele dominou uma grande variedade de personagens. No começo da década interpretou o vigarista Roy Dillon, com Anjelica Huston, em Os Imorais (1990), uma adaptação cinematográfica do romance de Jim Thompson de mesmo nome. Depois passou por uma série de outros filmes, incluindo A Um Passo do Poder (1991), Os Profetas do Asfalto (1992), Tiros na Broadway (1994) e O Fantástico Mundo do Dr. Kellogg (1994).
Cusack ficou finalmente conhecido quando co-escreveu e produziu Matador em Conflito (1997), uma amplamente aclamada e nitidamente escrita comédia de humor ácido em que ele estrelou com Minnie Driver, Alan Arkin, Dan Aykroyd, sua irmã Joan Cusack e Jeremy Piven. Foi também o primeiro longa-metragem da New Crime Productions, a companhia-irmã da The New Criminals, formada por Cusack e dois velhos amigos em 1992.
Outro filme notável de Cusack nos anos 1990 foi "Con Air - A Rota da Fuga" (1997), em que interpretou Vince Larkin, com Nicolas Cage, John Malkovich, Ving Rhames e Steve Buscemi. Em seguida, ele estrelou como John Kelso ao lado de Kevin Spacey em "Meia-Noite no Jardim do Bem e do Mal" (1997), dirigido por Clint Eastwood. Em "Quero Ser John Malkovich" (1999), como Craig Schwartz, um titereiro frustrado, estava quase irreconhecível de óculos, barba e cabelos longos, e por essa performance convincente, John recebeu uma indicação ao prêmio de Melhor Ator no Independent Spirit Awards no mesmo ano.
O novo milênio trouxe Cusack no papel de um azarado no amor e dono de uma loja de discos, Rob Gordon, em Alta Fidelidade (2000), baseado no livro de Nick Hornby e outro longa-metragem da New Crime Productions. Depois vieram mais duas comédias românticas, Os Queridinhos da América (2001) com Julia Roberts, Billy Crystal e Catherine Zeta-Jones e Escrito nas Estrelas (2001) com Kate Beckinsale. Em seguida interpretou Max Rothman, no drama Max (2002), que fala sobre a amizade entre Adolf Hitler e um comerciante de arte judaica.
Cusack participou de Breakfast With Hunter (2003), um documentário sobre Hunter S. Thompson, com Johnny Depp e Benicio Del Toro. Em seguida interpretou Ed, um motorista de limusine no suspense Identidade (2003) com Ray Liotta e Amanda Peet, e O Júri (2003), com Gene Hackman, Dustin Hoffman, Rachel Weisz e Jeremy Piven. Em seguida, após lançar três filmes em apenas um ano, Cusack teve uma pausa de dois anos antes de fazer a comédia romântica Procura-se Um Amor que Goste de Cachorros (2005), com Diane Lane, e trabalhar com Billy Bob Thornton, Connie Nielsen e Lara Phillips em A Sangue Frio (2005), uma comédia sobre furto e luxúria, e O Contrato (2006), onde interpreta Ray Kenne, um homem que busca reconciliação com seu filho enquanto tenta entregar à justiça um criminoso procurado pelo FBI que aparece em seu caminho.
Depois interpretou Mike Enslin, no terror 1408 (2007), um filme baseado em outro conto de Stephen King, e Stanley Philipps em Nossa Vida Sem Grace (2007), onde John é um pai de duas meninas que perde o rumo na vida quando sua mulher é morta em serviço no Iraque. Ensinando a Viver (2007) é sobre um escritor que sempre quis ser pai, e dois anos após a morte de sua mulher, adota Dennis (Bobby Coleman), um garotinho estranho e problemático que acredita ser de Marte. Guerra S.A. - Faturando Alto (2008) possui temas e estilos semelhantes aos de Matador em Conflito, de 1997, e ambos foram produzidos por Cusack.
John também participou do último filme de desastre de Roland Emmerich, "2012", que foi lançado nos cinemas dia 13 de novembro de 2009, onde interpreta Jackson Curtis, um escritor de livros e motorista de limusine, junto com Chiwetel Ejiofor, Oliver Platt e Amanda Peet.
Em 2014, Cusack criticou Hollywood afirmando que as megacorporações entraram em cena com filmes de 50 produtores, as franquias são reis e as estrelas são usadas como alavanca. Ele chamou Hollywood de "um bordel e as pessoas enlouquecem". No mesmo ano, ele divulgou o filme Mapa para as estrelas (2014), em que ele interpretou um guru de autoajuda milionário. O longa faz uma sátira de Hollywood.

## Curiosidades
- É Irmão de Joan Cusack, Ann Cusack, Susie Cusack e Bill Cusack. Filho de Dick Cusack (ator, documentarista) e Nancy Cusack (ex-professora).
- Tem uma produtora chamada New Crime Productions (que produziu "Matador em Conflito" (1997), "Medo e Delírio" (1998), e "Justiça De Um Bravo" (1999) (TV), entre várias produções teatrais), que ele fundou com dois dos seus amigos do colegial, Steve Pink e D.V. DeVincentis.

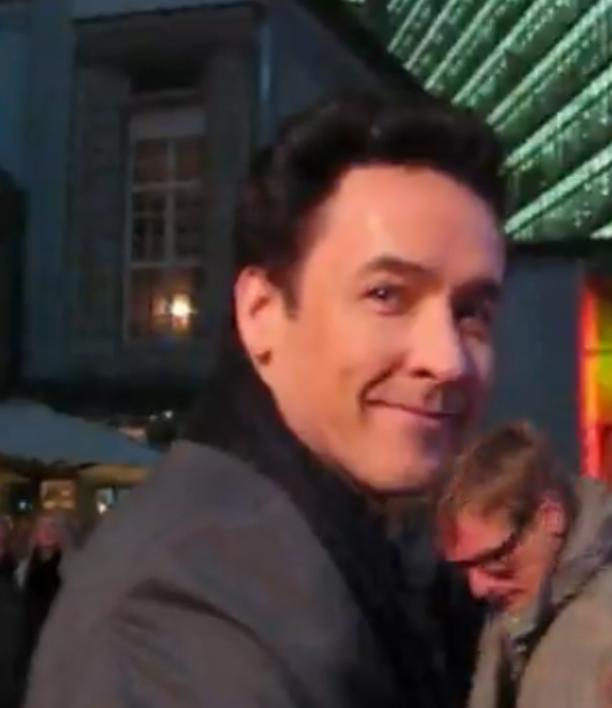
Cusack em 2009, em Berlim

- Frequentou a Evanston Township High School, em Evanston, Ilinóis.
- Recusou o papel de Woody Harrelson em "Proposta Indecente" (1993).
- Recusou papel de Bill Paxton em "Apolo 13 - Do Desastre ao Triunfo" (1995).
- Amigo de longa data do ator Jeremy Piven. Fizeram 10 filmes juntos, entre eles: "Verão Muito Louco" (1986), "Elvis Stories" (1989), "Digam o Que Quiserem" (1989), O Jogador (1992), "Os Imorais" (1990), "Matador em Conflito" (1997), "Escrito nas Estrelas" (2001) e "O Júri" (2003).
- Enquanto crescia visitou os radicais irmãos Berrigan, e como eles, sua mãe ainda se prende ao antimilitarismo e aos protestos pró-direitos humanos.
- Fez teste para o papel de Madmartigan em "Willow - Na Terra Da Magia" (1988), mas perdeu para Val Kilmer.
- É citado nas músicas "Honorable Mention" da banda Fall Out Boy, "I'm like John Cusack" da banda We Are the Union, "Somewhere between Life and a John Cusack Movie" da My Hostage e "If I Were John Cusack" da Dr. Pants.
- Em 1988 fez uma participação no vídeo da música "Trip At The Brain" da banda Suicidal Tendencies.
- O romance "Love In The Time Of Cholera" (em espanhol 'El Amor En Los Tiempos Del Cólera') do escritor Gabriel García Márquez baseou dois filmes de John, "Alta Fidelidade" (2000) e "Escrito nas Estrelas" (2001).
- Sua irmã Joan Cusack participou em 10 de seus filmes: "Uma Questão de Classe" (1983), "Gatinhas & Gatões" (1984), "Nos Bastidores da Notícia" (1987), "Digam o Que Quiserem" (1989), "Grandview, E.U.A." (1984), "Matador em Conflito" (1997), "O Poder Vai Dançar" (1999), "Alta Fidelidade" (2007), "Ensinando a Viver" (2007) e "Guerra S.A. - Faturando Alto" (2008).
- Foi escolhido para interpretar Walter Kresby em "Mulheres Perfeitas" (2004), mas devido a alguns conflitos em sua agenda, teve que largar e o papel ficou com Matthew Broderick.
- Freqüentou uma escola de teatro em Chicago com as irmãs Joan Cusack e Ann Cusack, fundada por Joyce e Byrne Piven, pais de Jeremy Piven.
- Sua banda favorita é a de punk rock The Clash. Também é um grande fã de The Beatles, The Specials, Fishbone, Bob Dylan e Elvis Costello.
- Ficou em 15º lugar no Top 25 de Pessoas Mais Intrigantes da revista Tropopkin. [100ª Edição]
- Em 2007 foi eleito pela Empire Magazine como um dos 100 astros de cinema mais sexy do mundo, ficando em 70º lugar.
- Grande fã do Chicago Cubs.
- Tem casas em Malibu, Califórnia, e em Chicago.
- Algumas de suas bandas favoritas (geralmente The Clash, The Ramones ou The Specials) fazem pelo menos uma aparição em grande parte de seus filmes. Na maioria das vezes, John usa uma blusa de uma delas ("Digam o Que Quiserem" (1989), "Alta Fidelidade" (2000), "Procura-se um Amor que Goste de Cachorros" (2005), etc.), mas às vezes ("Matador em Conflito" (1997)) trabalha também com pôsteres. Essas bandas normalmente fazem parte das trilhas sonoras das produções da The New Criminals também.
- Membro do "Brat Pack", apelido dado aos atores que estrelaram em filmes teens nos anos 1980. Outros nomes incluem Emilio Estevez, Molly Ringwald, Anthony Michael Hall, Demi Moore, Charlie Sheen e Diane Lane.
- Ele e seu amigo Tim Robbins fizeram 6 filmes juntos: "Bob Roberts" (1992), "O Poder Vai Dançar" (1999), "Alta Fidelidade" (2000), "O Jogador" (1992), "Garota Sinal Verde" (1985) e "Tapeheads - Uma Dupla Muito Louca" (1988).
- Foi, durante muito tempo, o favorito para interpretar "Coruja", na adaptação para o cinema dos quadrinhos de Alan Moore, Watchmen" (2009), mas o papel ficou para Stephen McHattie.
- Era originalmente o ator escolhido para interpretar John Bender em "Clube dos Cinco" (1985). No último minuto, as coisas mudaram e Judd Nelson ficou com o papel.
- Foi amigo de Hunter S. Thompson e quase conseguiu trabalhar com ele em "Medo e Delírio" (1998).
- Foi considerado para o papel de Paul Brenner em "A Filha do General" (1999), mas acharam ele muito jovem na época, ficando, assim, o papel para John Travolta.
- Sua atuação como Lloyd Dobler em "Digam o Que Quiserem" (1989) foi classificada em 72º lugar na lista de 100 Maiores Personagens de Filmes de Todos os Tempos, da revista Premier Magazine.
- "Apocalypse Now" (1979) é um dos seus filmes favoritos.
- Considera os scripts de "Max" (2002) e "Quero Ser John Malkovich" (1999) os melhores que já leu.
- Ficou em 22º lugar na lista de 100 Maiores Estrelas Adolescentes do canal de televisão VH1.
- O papel de Lloyd Dobler em "Digam o Que Quiserem" (1989) seria de Christian Slater.
- Foi considerado para o papel de Billy Flynn em "Chicago" (2002), mas acabou perdendo o papel para Richard Gere.
- Em 2006, quando a revista Total Film lhe pediu um Top 5 listando os filmes em que atuou, ele respondeu com "Os Imorais" (1990), "Matador em Conflito" (1997), "Além da Linha Vermelha" (1998), "Alta Fidelidade" (2000) e "Max" (2002).
- É amigo da jogadora de vôlei profissional, Gabrielle Reese.
- Foi um apoiante e seguidor da campanha DATA (Debt, AIDS, Trade, África) do vocalista do U2, Bono Vox.
- Em 1990 venceu o Prêmio Joseph Jefferson Para Diretor de Peça de Teatro por "Methusalem" no New Crime Productions Theatre, em Chicago, Ilinóis.

## Filmografia
| Ano  | Título                                    | Título original                                           | Papel                       | Notas |  |
| ---- | ----------------------------------------- | --------------------------------------------------------- | --------------------------- | --- |  |
| 1983 | Uma Questão de Classe                     | Class                                                     | Roscoe Maibaum              | |  |
| 1984 | Gatinhas e Gatões                         | Sixteen Candles                                           | Bryce                       | |  |
| 1984 | Grandview, U.S.A.                         | Grandview, U.S.A.                                         | Johnny Maine                | |  |
| 1985 | Garota Sinal Verde                        | The Sure Thing                                            | Walter Gibson (Gib)         | |  |
| 1985 | Viagem Clandestina                        | The Journey of Natty Gann                                 | Harry                       | |  |
| 1985 | Minha Vida é um Desastre                  | Better Off Dead...                                        | Lane Meyer                  | |  |
| 1986 | Conta Comigo                              | Stand by Me                                               | Denny Lachance              | |  |
| 1986 | Verão Muito Louco                         | One Crazy Summer                                          | Hoops McCann                | |  |
| 1987 | Férias Quentíssimas                       | Hot Pursuit                                               | Dan Bartlett                | |  |
| 1987 | Nos Bastidores da Notícia                 | Broadcast News                                            | Angry Messenger             | |  |
| 1988 | Fora da Jogada                            | Eight Men Out                                             | George 'Buck' Weaver        | |  |
| 1988 | Tapeheads - Uma Dupla Muito Louca         | Tapeheads                                                 | Ivan Alexeev                | |  |
| 1989 | Elvis Stories                             | Elvis Stories                                             | Corky                       | Curta-metragem |  |
| 1989 | Digam o Que Quiserem                      | Say Anything...                                           | Lloyd Dobler                | Ganhou o prêmio de Ator Revelação no Chicago Film Critics Association |  |
| 1989 | O Início do Fim                           | Fat Man and Little Boy                                    | Michael Merriman            | |  |
| 1990 | Os Imorais                                | The Grifters                                              | Roy Dillon                  | |  |
| 1991 | A Um Passo do Poder                       | True Colors                                               | Peter Burton                | |  |
| 1992 | Neblina e Sombras                         | Shadows and Fog                                           | Estudante Jack              | |  |
| 1992 | O Jogador                                 | The Player                                                | ele mesmo                   | Breve aparição |  |
| 1992 | Bob Roberts                               | Bob Roberts                                               | (?)                         | |  |
| 1992 | Os Profetas do Asfalto                    | Roadside Prophets                                         | Caspar                      | |  |
| 1993 | Sem Fronteiras                            | Map of the Human Heart                                    | The Mapmaker                | |  |
| 1993 | Dinheiro, Para Que Dinheiro?              | Money for Nothing                                         | Joey Coyle                  | |  |
| 1994 | Floundering                               | Floundering                                               | JC                          | |  |
| 1994 | Tiros na Broadway                         | Bullets Over Broadway                                     | David Shayne                | |  |
| 1994 | O Fantástico Mundo do Dr. Kellogg         | The Road to Wellville                                     | Charles Ossining            | |  |
| 1996 | City Hall - Conspiração no Alto Escalão   | City Hall                                                 | Vice-prefeito Kevin Calhoun | |  |
| 1997 | Matador em Conflito                       | Grosse Point Blank                                        | Martin Q. Blank             | Roteirista e co-produtor Chlotrudis Award para Melhor Roteiro Adaptado |  |
| 1997 | Con Air - A Rota da Fuga                  | Con Air                                                   | U.S. Marshal Vince Larkin   | Blockbuster Entertainment Award para Ator (coadjuvante/secundário) Favorito - Ação/Aventura |  |
| 1997 | Anastasia                                 | Anastasia                                                 | Dimitri                     | Voz |  |
| 1997 | Meia-noite no Jardim do Bem e do Mal      | Midnight in the Garden of Good and Evil                   | John Kelso                  | |  |
| 1998 | Chicago Cab                               | Chicago Cab                                               | Homem assustado             | Produtor executivo |  |
| 1998 | Conhecendo o Meu Pai                      | This Is My Father                                         | Eddie Sharp, o piloto       | |  |
| 1998 | Além da Linha Vermelha                    | The Thin Red Line                                         | Capitão John Gaff           | Ganhou o prêmio Outstanding Motion Picture no Satellite Special Achievement Award |  |
| 1999 | Alto Controle                             | Pushing Tin                                               | Nick Falzone                | |  |
| 1999 | O Poder Vai Dançar                        | Cradle Will Rock                                          | Nelson Rockefeller          | Online Film Critics Society Award por Melhor Elenco |  |
| 1999 | Quero Ser John Malkovich                  | Being John Malkovich                                      | Craig Schwartz              | Independent Spirit Award para Melhor Ator London Film Critics Circle Award para Melhor Ator Online Film Critics Society Award para Melhor Elenco Screen Actors Guild Award para Performance de Um Elenco em Filme |  |
| 1999 | Justiça De Um Bravo                       | The Jack Bulvl                                            | Myrl Redding                | TV Produtor executivo |  |
| 2000 | Alta Fidelidade (filme)                   | High Fidelity                                             | Rob Gordon                  | Roteirista e co-produtor American Comedy Award para Funniest Actor in a Motion Picture BAFTA Award para Melhor Roteiro Adaptado Empire Award para Melhor Ator Globo de Ouro para Melhor Ator – Filme Musical ou Comédia Teen Choice Award para Choice Hissy Fit USC Scripter Award 2000 Writers Guild of America Award para Melhor Roteiro Adaptado |  |
| 2001 | Os Queridinhos da América                 | America's Sweethearts                                     | Eddie Thomas                | |  |
| 2001 | Escrito nas Estrelas                      | Serendipity                                               | Jonathan Trager             | |  |
| 2002 | Max                                       | Mavx                                                      | Max Rothman                 | Produtor associado |  |
| 2002 | Adaptação                                 | Adaptation                                                | ele mesmo                   | Não creditado |  |
| 2003 | Identidade                                | Identity                                                  | Ed Dakota                   | |  |
| 2003 | O Júri                                    | Runaway Jury                                              | Nicholas Easter             | |  |
| 2005 | Procura-se um Amor que Goste de Cachorros | Must Love Dogs                                            | Jake Anderson               | |  |
| 2005 | A Sangue Frio                             | The Ice Harvest                                           | Charlie Arglist             | |  |
| 2006 | -                                         | Buy the Ticket, Take the Ride: Hunter S. Thompson on Film | ele mesmo                   | Documentário |  |
| 2006 | O Contrato                                | The Contract                                              | Ray Keene                   | |  |
| 2007 | Ensinando a Viver                         | Martian Child                                             | David Gordon                | |  |
| 2007 | 1408                                      | 1408                                                      | Mike Enslin                 | Saturn Award para Melhor Ator |  |
| 2007 | Nossa Vida Sem Grace                      | Grace Is Gone                                             | Stanley Phillips            | Produtor |  |
| 2008 | Guerra S.A. - Faturando Alto              | War, Inc.                                                 | Brand Hauser                | Escritor e co-produtor |  |
| 2008 | Summerhood                                | Summerhood                                                | Narrador                    | Não creditado |  |
| 2008 | Igor                                      | Igor                                                      | Igor                        | Voz |  |
| 2009 | 2012                                      | 2012                                                      | Jackson Curtis              | |  |
| 2010 | A Ressaca                                 | Hot Tub Time Machine                                      | Adam                        | Produtor |  |
| 2010 | Shanghai                                  | Shanghai                                                  | Paul Soames                 | |  |
| 2011 | A Fabrica                                 | The Factory                                               | Mike Fletcher               | |  |
| 2012 | O Corvo                                   | The Raven                                                 | Edgar Allan Poe             | |  |
| 2012 | The Paperboy                              |                                                           | Hillary Van Wetter          | |  |
| 2013 | The Numbers Station                       |                                                           | Emerson Kent                | |  |
| 2013 | Adult World                               |                                                           | Rat Billings                | |  |
| 2013 | Sangue no Gelo                            | The Frozen Ground                                         | Robert Hansen               | |  |
| 2013 | O Mordomo da Casa Branca                  | The Butler                                                | Richard Nixon               | |  |
| 2014 | Profissão de Risco                        | Profissão de Risco                                        |                             | |  |
| 2014 | Maps to the Stars                         |                                                           | Dr. Stafford Weiss          | |  |
| 2014 | Love and Mercy                            |                                                           | Brian Wilson                | |  |
| 2014 | Condução Perigosa                         | Drive Hard                                                | Simon Keller                | Ladrão de bancos |  |
| 2015 | Batalha dos Impérios                      | Dragon Blade                                              | Lucius                      | |  |
| 2015 |                                           | Chiq-Raq                                                  | Padre Mike Corridan         | |  |
| 2015 | A Ressaca 2                               |                                                           | Hot Tub Time Machine 2      | Adam |  |
| 2016 | Celular                                   | Cell                                                      | Clay Riddell                | |  |
| 2017 | Arsenal                                   | Arsenal                                                   | Sal                         | |  |
| 2017 | O Preço da Ganância                       | Blood Money                                               | Miller                      | |  |
| 2017 | Kronos: O Fim da Humanidade?              | Singularity                                               | Elias Van Dorne             | |  |
| 2018 | Paranóia                                  | Distorted                                                 | Vernon                      | |  |
| 2018 |                                           | River Runs Red                                            | Horace                      | |  |